# 압슬

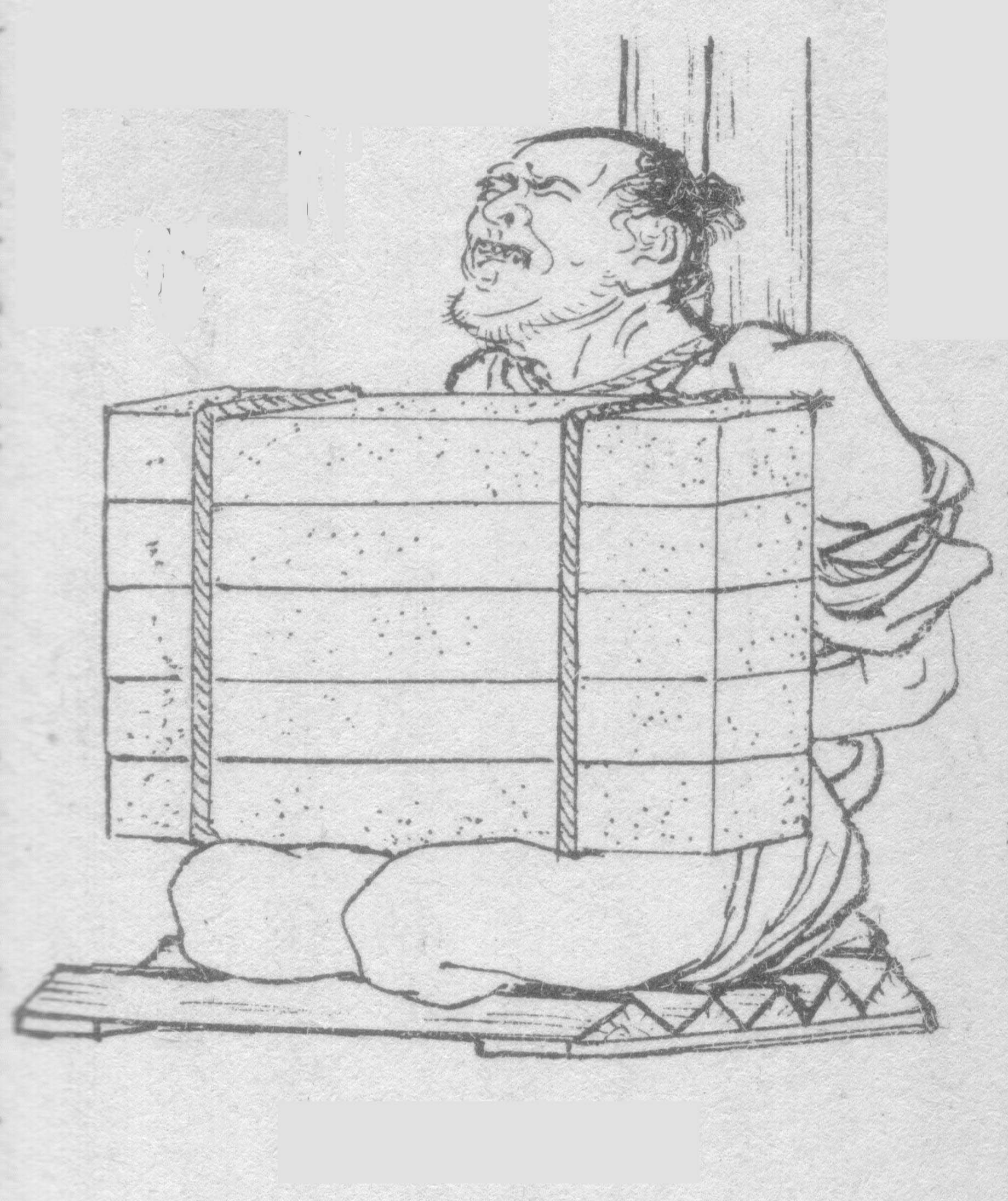

압슬(壓膝)은 무릎을 꿇리고 무릎 위에 돌을 올려놓는 전근대 중국과 한국의 고문법이다. 일본 에도 시대에도 이시다키(石抱)라는 유사한 고문이 존재했다.